# Kîrîlivka, Dobrovelîcikivka
Kîrîlivka (în ucraineană Кирилівка) este un sat în comuna Oleksiivka din raionul Dobrovelîcikivka, regiunea Kirovohrad, Ucraina.

## Demografie
Componența lingvistică a localității Kîrîlivka
     Ucraineană (95%)
     Romani (2,5%)
     Rusă (1,25%)
     Română (1,25%)
Conform recensământului din 2001, majoritatea populației localității Kîrîlivka era vorbitoare de ucraineană (95%), existând în minoritate și vorbitori de romani (2,5%), rusă (1,25%) și română (1,25%).